# Anton Rosén
Anton Rosén (ur. 21 sierpnia 1991 w Aveście) – szwedzki żużlowiec.
W lidze brytyjskiej reprezentant klubów: Newcastle (2013-2015) oraz King's Lynn (2015). W lidze polskiej starował w barwach klubu Kolejarz Rawicz (2010-2014).
Brązowy medalista drużynowych mistrzostwa świata juniorów (Gniezno 2012). Dwukrotny srebrny medalista drużynowych mistrzostw Europy juniorów (Holsted 2009, Divišov 2010). Pięciokrotny finalista młodzieżowych indywidualnych mistrzostw Szwecji (najlepszy wynik: Målilla 2010 – VIII miejsce). Finalista indywidualnych mistrzostw Szwecji (Målilla 2011 – XIV miejsce). Zdobywca IV miejsca w turnieju o Puchar Burmistrza Rawicza (2012).